# نوینسک
شهر نوینسک (به روسی: Невьянск) در کشور روسیه و در اوبلاست سوردلوفسک واقع شده‌است.